# Clotianidina
A clotianidina é um neonicotinóide de 2ª geração, usado em sementes de algodão, feijão, milho e soja.